# Caesarius von Terracina

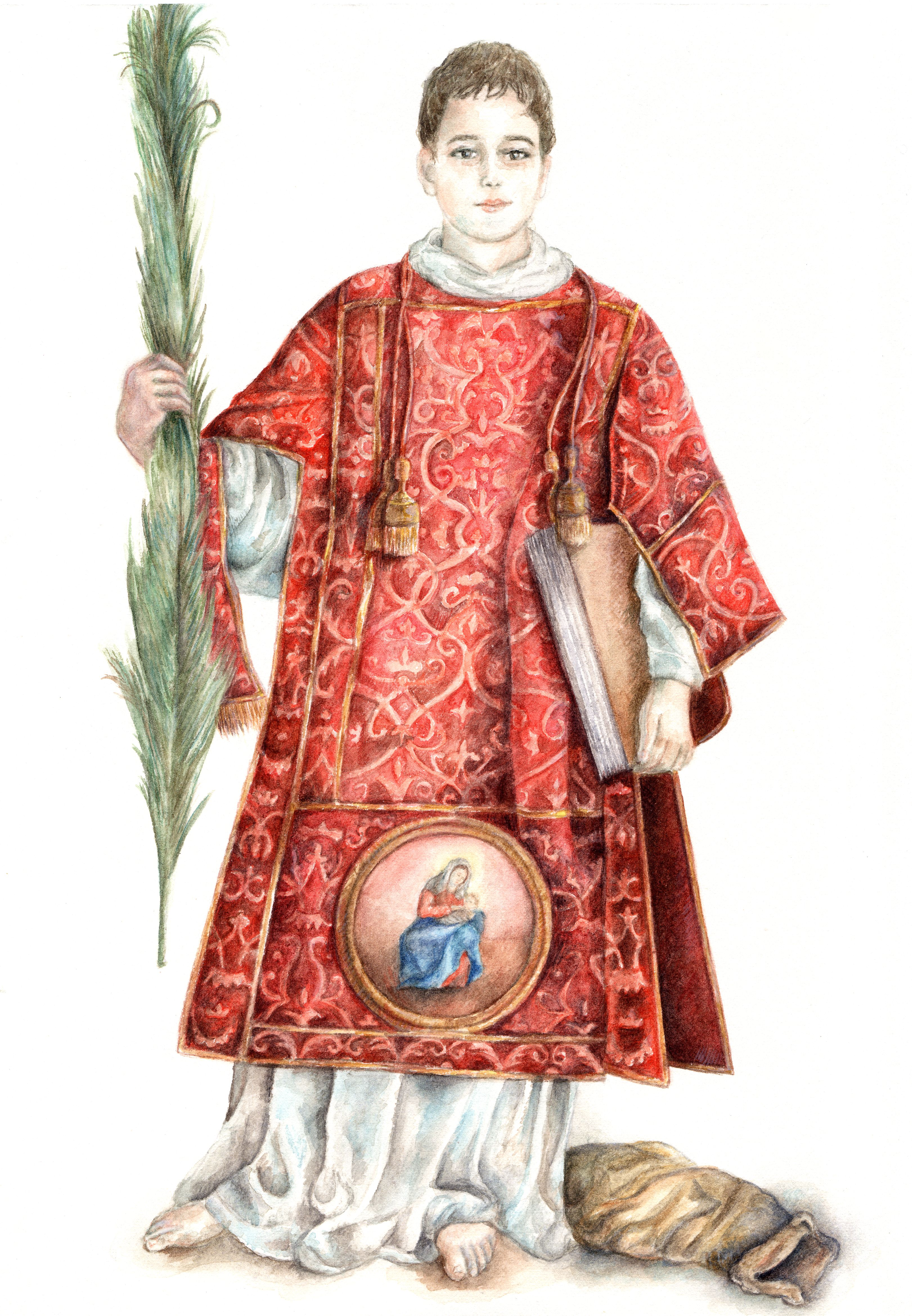
Hl. Caesarius, Diakon und Märtyrer von Terracina (Kommemoration am 1. November)

Caesarius von Terracina, in manchen Martyrologien auch Caesarius, Diakon und Märtyrer von Afrika genannt, (* in Afrika; † 1. oder 2. November, genaue Daten nicht bekannt) war – der kirchlichen Tradition zufolge – angeblich ein frühchristlicher Diakon, der als heiliger Märtyrer verehrt wird. Dem Martyrologium Hieronymianum zufolge wird seiner am 1. November mitgedacht.

## Leben und Martyrium
Verschiedenen Martyrologien zufolge erlitt Caesarius das Martyrium entweder unter Trajan, in der Diokletianischen Christenverfolgung, oder auch schon unter Nero. Caesarius soll gegen die angeblich herrschende heidnische Sitte in Terracina protestiert haben, jedes Jahr einen Jüngling zu Ehren Apollons zu opfern, indem man ihn von einem Felsen stürzte. Er sei daraufhin von einem Priester des Apollon angeklagt worden und zusammen mit dem Priester Julian sowie den Gefährten Felix und Eusebius in einen Sack genäht und im Meer ertränkt worden.

## Verehrung

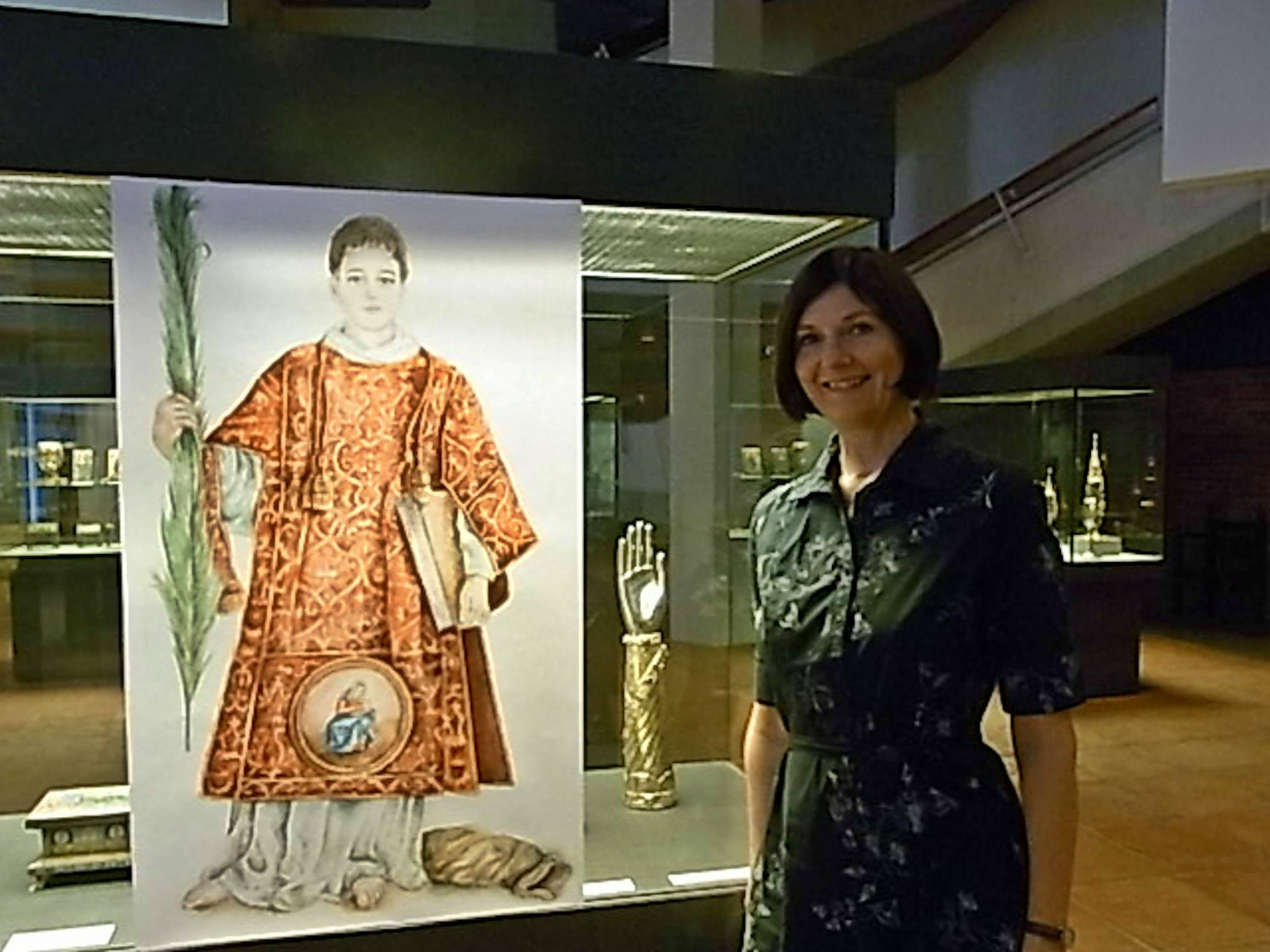
Das Armreliquiar des hl. Caesarius von Terracina im Kunstgewerbemuseum Berlin

Über seinem Grab an der Via Appia in Terracina ist seit dem 6. Jahrhundert eine Kapelle bezeugt. Die Kathedrale San Cesareo in Terracina ist dem Heiligen geweiht.
Caesarius ist Schutzpatron der italienischen Gemeinden Terracina, San Cesareo (Latium), San Cesario di Lecce, San Cesario sul Panaro, Cesa und Guardea sowie Mitpatron von St. Georg in Köln, wohin Anno II. eine Armreliquie des Heiligen bringen ließ.
Reliquien des heiligen Caesarius befinden sich auch im Lateran in Rom (Sancta Sanctorum), in Santa Croce in Gerusalemme in Rom, im Essener Münster (im Altarsepulchrum mit Deckel) und im Stiftsmuseum der Stadt Aschaffenburg (im Reliquien-Kalender).
Bei dem Armreliquiar des hl. Caesarius aus dem Welfenschatz im Berliner Kunstgewerbemuseum Berlin könnte es sich um eine Spende Heinrichs des Löwen handeln (um 1160/70, Inv.-Nr. W21; Birnbaumholzkern; Silber, getrieben, gestanzt, teilweise vergoldet, Filigran vergoldet, Stein- und Glasbesatz H. 52,5 – B. 9,9 – T. 8,4 cm).
Im Jahr 810 erhielt Richulf, der Erzbischof von Mainz, von Papst Leo III. Reliquien des Märtyrers Caesarius für Stift St. Alban vor Mainz. Im Mai 1070 brachte Erzbischof Anno II. eine Armreliquie des hl. Caesarius von Terracina nach St. Jakob in Köln.
Vom 30. März bis 30. Juni 2015 wurde eine Armreliquie des hl. Caesarius in der Kathedrale von Terracina im Rahmen der Ausstellung Sculture Preziose gezeigt. Diese Ausstellung wurde vom Direktor der Vatikanischen Museen, Antonio Paolucci, im Braccio di Carlo Magno am Petersplatz im Vatikan eröffnet.